# Keskisaari (ö i Lappland, Norra Lappland, lat 69,22, long 28,34)
Keskisaari, nordsamiska: Kuovdâsuálui, är en ö i Finland. Den ligger i sjön Enare träsk och i kommunen Enare i den ekonomiska regionen Norra Lappland och landskapet Lappland, i den norra delen av landet, 1 000 km norr om huvudstaden Helsingfors. Öns area är 30,7 hektar och dess största längd är 0,9 kilometer i sydöst-nordvästlig riktning.